# Standing Ovation: The Greatest Songs from the Stage
Standing Ovation: The Greatest Songs from the Stage é o quarto álbum de estúdio da cantora escocesa Susan Boyle e foi lançado no dia 13 de Novembro de 2012. O álbum é composto por canções de musicais do teatro e do cinema e inclui duetos com os cantores Donny Osmond e Michael Crawford. O Album estreou na 12º Posição da Billboard 200 com pouco mais de 46 Mil Cópias vendidas em Sua Primeira Semana, marcando assim o pior Desempenho da Carreira de Boyle nas Paradas Norte-Americanas.

## Gravações
Susan Boyle disse sobre o álbum:.. "Eu tenho sido uma fã de musicais desde pequenina, eu adoro e aprecio o drama e a gama de emoções que eles podem lhe inspirar. Eu ainda me lembro da primeira vez que vi Les Misérables, o meu favorito de todos os tempos, me apaixonei por ele e tenho visto inúmeras vezes, e cada vez que você vê consegue captar algo diferente". Ela ainda disse que trabalhar com o "ídolo de toda sua vida" Donny Osmond foi "um sonho que se tornou realidade".

## Faixas
| N.º | Título                                                | Compositor(es)                                           | Duração |  |
| 1.  | "Somewhere Over the Rainbow"                          | Harold Arlen, E.Y. Harburg                               |         |  |
| 2.  | "The Winner Takes It All"                             | Benny Andersson, Björn Ulvaeus                           |         |  |
| 3.  | "Send in the Clowns"                                  | Stephen Sondheim                                         |         |  |
| 4.  | "The Music of the Night" (featuring Michael Crawford) | Andrew Lloyd Webber, Charles Hart                        |         |  |
| 5.  | "Bring Him Home"                                      | Claude-Michel Schönberg, Alain Boublil, Herbert Kretzmer |         |  |
| 6.  | "Memory"                                              | Andrew Lloyd Webber, Trevor Nunn                         |         |  |
| 7.  | "As Long as He Needs Me"                              | Lionel Bart                                              |         |  |
| 8.  | "All I Ask of You" (featuring Donny Osmond)           | Andrew Lloyd Webber, Charles Hart                        |         |  |
| 9.  | "Out Here on My Own"                                  | Michael Gore, Lesley Gore                                |         |  |
| 10. | "You'll Never Walk Alone"                             | Richard Rodgers, Oscar Hammerstein II                    |         |  |
| 11. | "This Is the Moment" (featuring Donny Osmond)         | Frank Wildhorn, Leslie Bricusse                          |         |  |

## Paradas musicais
| Paradas (2012)        | Melhor posição |
| --------------------- | -------------- |
| Canadian Albums Chart | 17             |
| Billboard 200         | 12             |
| UK Albums Chart       | 7              |

## Data de lançamento
| Região      | Data                   | Formato              | Gravadora      |
| ----------- | ---------------------- | -------------------- | -------------- |
| Reino Unido | 13 de novembro de 2012 | CD, download digital | Syco, Columbia |